# 1970年南アフリカグランプリ
1970年南アフリカグランプリ (1970 South African Grand Prix, アフリカーンス語：Vierde AA Suid-Afrikaanse Grand Prix) は、1970年のF1世界選手権の開幕戦として、1970年3月7日にキャラミで開催された。   
3回のチャンピオンを獲得したジャック・ブラバムが優勝し、これがF1最後の勝利となった。

## エントリー

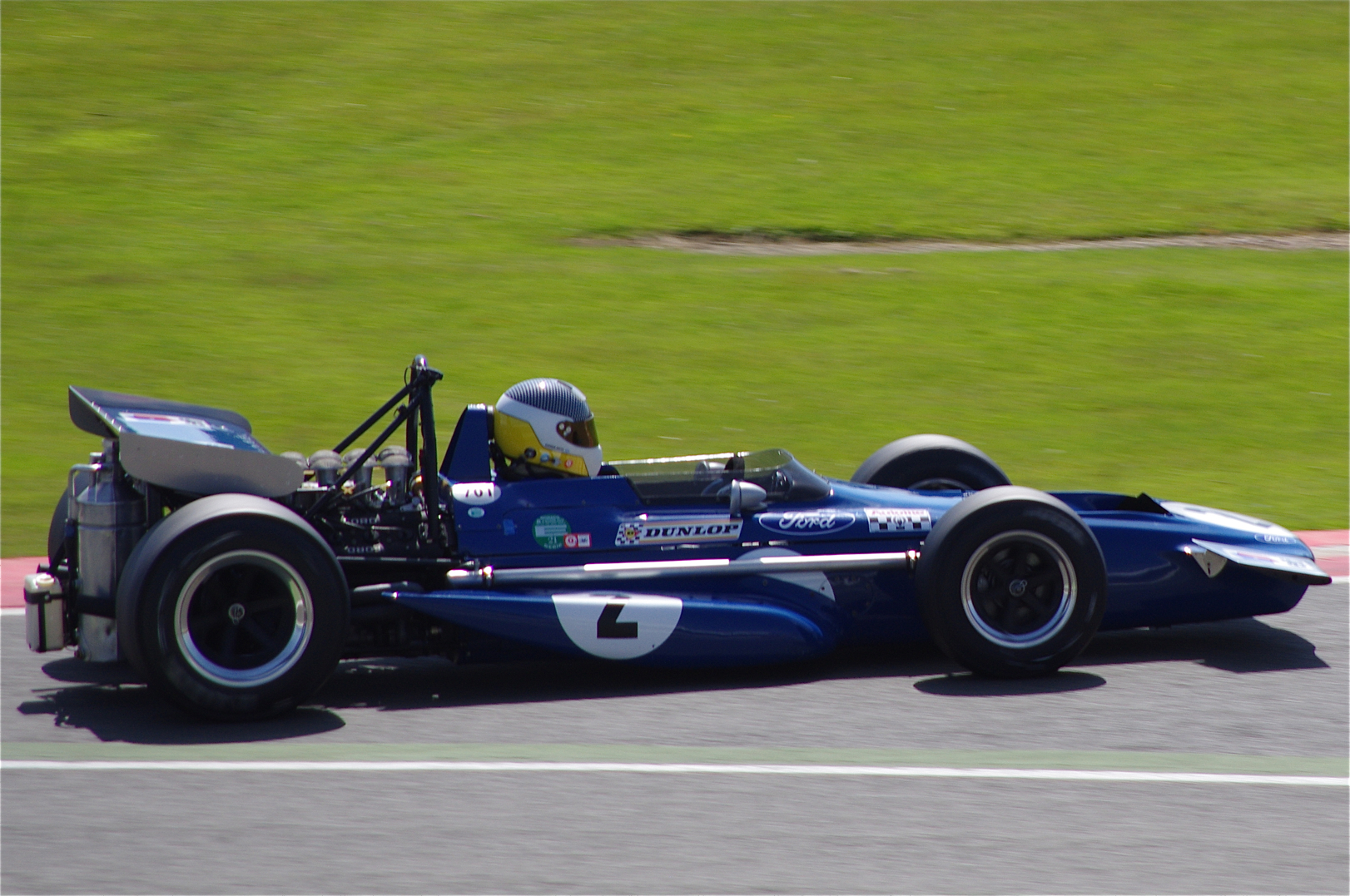
ティレルはシャシーをこの年F1への参戦を開始したマーチに切り替え、701を走らせた（2012年のシルバーストン・クラシックにて）。

1970年代最初のレースはキャラミで行われ、新しいシーズンのエントリーリストには大きな変更がいくつかあった。
一番の話題は、マックス・モズレー、アラン・リーズ、グラハム・コーカー、ロビン・ハードによって設立されたマーチ・エンジニアリング（以下マーチ）がF1への参戦を開始したことであった。前年秋にF3へ参入して産声を上げたばかりであったが、エンジンオイルメーカーのSTPから大規模なスポンサーを受け、本年からいきなりF1に進出した。ドライバーの陣容も度肝を抜くものであり、ワークスがクリス・エイモンとジョー・シフェール、プライベーターのティレルが前年度王者のジャッキー・スチュワートとジョニー・セルボ＝ギャバン、同じくSTPからマリオ・アンドレッティといった豪華メンバーが名を連ねた。創設者の一人であるハードが設計した初のF1マシン701は、ボディ両サイドに張り出した補助燃料タンクがウィング形状をしているのが特徴であった。ティレルは前年までマトラのシャシーを使用し、前年にコンストラクターズチャンピオンをもたらしたが、そのマトラがクライスラー系列のシムカの傘下に入ったため、フォード・コスワース・DFVエンジンが使えなくなってしまった。これに伴いティレルはシャシーをマトラからマーチに切り替え、前年はF1活動を休止していたワークスのエキップ・マトラ・エルフが自製V12エンジンを搭載したMS120で復帰した。ドライバーはマトラ子飼いのジャン＝ピエール・ベルトワーズとアンリ・ペスカロロがコンビを組んだ。フェラーリは前年にフィアットの傘下に入り、エンツォ・フェラーリはレース活動に集中することができるようになり、F1事業を拡大した。ドライバーはマーチへ去ったエイモンに代わり、ジャッキー・イクスがブラバムから復帰し、前年秋から熟成を続けていた水平対向12気筒エンジンを搭載した新車312Bを投入した。BRMは新車P153を投入し、残留したジャッキー・オリバーと復帰したペドロ・ロドリゲスが同車を走らせ、持参金を持ち込んだジョージ・イートンは前年のP139を走らせる。ブラバムは初のモノコックシャシーである新車BT33を投入し、ジャック・ブラバムはチーム運営を共同創設者でマシン開発者のロン・トーラナックに任せ、自身はドライバーとして契約する形を取った。チームメイトはフェラーリへ去ったイクスに代わり、新人ロルフ・シュトメレンがドイツの自動車雑誌「アウト・モトール・ウント・シュポルト(Auto motor und sport)」の支援を受け、かつ同誌をエントラント名として参加する。ロータスは新車72の開発に大忙しだったが開幕時点では登場せず、残留したヨッヘン・リントとジョン・マイルズは古い49Cで参戦する。2回のドライバーズチャンピオンであるグラハム・ヒルは前年のアメリカGPでのクラッシュによる負傷から回復し、プライベーターのロブ・ウォーカー・レーシングチームへ移籍して49Cを走らせる。マクラーレンは新車M14Aを投入し、エースのデニス・ハルムとオーナーのブルース・マクラーレンが同車を走らせる。ジョン・サーティースは自身のチーム「サーティース」からF1参戦を開始するが、自製マシンが完成するまでの間はマクラーレン・M7Cを購入し、独自に改造を施して参戦する。フランク・ウィリアムズ・レーシングカーズは、1960年代前半に小規模なF1参戦を行い久々に復帰したデ・トマソにシャシーを切り替えた。マシンは後にダラーラの創業者となるジャンパオロ・ダラーラが設計した505で、残留したピアス・カレッジが同車を走らせる。この他、地元南アフリカ共和国及び隣国のローデシア（現在のジンバブエ）から参戦したプライベートチーム及びドライバーについては、下記のエントリーリストを参照されたい。

### エントリーリスト
| チーム                                             | No. | ドライバー                              | コンストラクター | シャシー | エンジン                         | タイヤ |
| -------------------------------------------------- | --- | --------------------------------------- | ---------------- | -------- | -------------------------------- | ------ |
| ティレル・レーシング・オーガニゼーション           | 1   | ジャッキー・スチュワート                | マーチ           | 701      | フォード・コスワース DFV 3.0L V8 | D      |
| ティレル・レーシング・オーガニゼーション           | 2   | ジョニー・セルボ＝ギャバン              | マーチ           | 701      | フォード・コスワース DFV 3.0L V8 | D      |
| エキップ・マトラ・エルフ                           | 3   | ジャン＝ピエール・ベルトワーズ          | マトラ           | MS120    | マトラ MS12 3.0L V12             | G      |
| エキップ・マトラ・エルフ                           | 4   | アンリ・ペスカロロ                      | マトラ           | MS120    | マトラ MS12 3.0L V12             | G      |
| ブルース・マクラーレン・モーターレーシング         | 5   | ブルース・マクラーレン                  | マクラーレン     | M14A     | フォード・コスワース DFV 3.0L V8 | G      |
| ブルース・マクラーレン・モーターレーシング         | 6   | デニス・ハルム                          | マクラーレン     | M14A     | フォード・コスワース DFV 3.0L V8 | G      |
| チーム・サーティース                               | 7   | ジョン・サーティース                    | マクラーレン     | M7C      | フォード・コスワース DFV 3.0L V8 | F      |
| STPコーポレーション                                | 8   | マリオ・アンドレッティ                  | マーチ           | 701      | フォード・コスワース DFV 3.0L V8 | F      |
| ゴールドリーフ・チーム・ロータス                   | 9   | ヨッヘン・リント                        | ロータス         | 49C      | フォード・コスワース DFV 3.0L V8 | F      |
| ゴールドリーフ・チーム・ロータス                   | 10  | ジョン・マイルズ                        | ロータス         | 49C      | フォード・コスワース DFV 3.0L V8 | F      |
| ロブ・ウォーカー・レーシングチーム                 | 11  | グラハム・ヒル ブライアン・レッドマン 1 | ロータス         | 49C      | フォード・コスワース DFV 3.0L V8 | F      |
| モーターレーシング・ディベロップメンツ・リミテッド | 12  | ジャック・ブラバム                      | ブラバム         | BT33     | フォード・コスワース DFV 3.0L V8 | G      |
| アウト・モトール・ウント・シュポルト               | 14  | ロルフ・シュトメレン                    | ブラバム         | BT33     | フォード・コスワース DFV 3.0L V8 | G      |
| マーチ・エンジニアリング                           | 15  | クリス・エイモン                        | マーチ           | 701      | フォード・コスワース DFV 3.0L V8 | F      |
| マーチ・エンジニアリング                           | 16  | ジョー・シフェール                      | マーチ           | 701      | フォード・コスワース DFV 3.0L V8 | F      |
| スクーデリア・フェラーリ SpA SEFAC                 | 17  | ジャッキー・イクス                      | フェラーリ       | 312B     | フェラーリ 001 3.0L F12          | F      |
| オーウェン・レーシング・オーガニゼーション         | 19  | ジャッキー・オリバー                    | BRM              | P153     | BRM P142 3.0L V12                | D      |
| オーウェン・レーシング・オーガニゼーション         | 20  | ペドロ・ロドリゲス                      | BRM              | P153     | BRM P142 3.0L V12                | D      |
| オーウェン・レーシング・オーガニゼーション         | 21  | ジョージ・イートン                      | BRM              | P139     | BRM P142 3.0L V12                | D      |
| フランク・ウィリアムズ・レーシングカーズ           | 22  | ピアス・カレッジ                        | デ・トマソ       | 505      | フォード・コスワース DFV 3.0L V8 | D      |
| チーム・ガンストン                                 | 23  | ジョン・ラブ                            | ロータス         | 49       | フォード・コスワース DFV 3.0L V8 | D      |
| チーム・ガンストン                                 | 24  | ピーター・デ・クラーク                  | ブラバム         | BT26A    | フォード・コスワース DFV 3.0L V8 | G      |
| スクーデリア・スクリバンテ                         | 25  | デイヴ・チャールトン                    | ロータス         | 49C      | フォード・コスワース DFV 3.0L V8 | F      |
| ソース:                                            |     |                                         |                  |          |                                  |        |

追記
- ^1 - レッドマンはヒルの代走要員としてエントリーされた[1]

## 予選
F1デビュー戦からマーチの存在感は印象的で、ティレルでマーチ・701を走らせる前年度王者のジャッキー・スチュワートがポールポジションを獲得し、ワークスの701でクリス・エイモンが2番手に続いた。フロントローの残り1台はジャック・ブラバムが手にした。2列目はヨッヘン・リントとジャッキー・イクスが、3列目はデニス・ハルム、ジョン・サーティース、ジャン＝ピエール・ベルトワーズが占めた。

### 予選結果
| 順位    | No. | ドライバー                     | コンストラクター      | タイム | 差   | グリッド |
| ------- | --- | ------------------------------ | --------------------- | ------ | ---- | -------- |
| 1       | 1   | ジャッキー・スチュワート       | マーチ-フォード       | 1:19.3 | -    | 1        |
| 2       | 15  | クリス・エイモン               | マーチ-フォード       | 1:19.3 | -    | 2        |
| 3       | 12  | ジャック・ブラバム             | ブラバム-フォード     | 1:19.6 | +0.3 | 3        |
| 4       | 9   | ヨッヘン・リント               | ロータス-フォード     | 1:19.9 | +0.6 | 4        |
| 5       | 17  | ジャッキー・イクス             | フェラーリ            | 1:20.0 | +0.7 | 5        |
| 6       | 6   | デニス・ハルム                 | マクラーレン-フォード | 1:20.1 | +0.8 | 6        |
| 7       | 7   | ジョン・サーティース           | マクラーレン-フォード | 1:20.2 | +0.9 | 7        |
| 8       | 3   | ジャン＝ピエール・ベルトワーズ | マトラ                | 1:20.2 | +0.9 | 8        |
| 9       | 16  | ジョー・シフェール             | マーチ-フォード       | 1:20.2 | +0.9 | 9        |
| 10      | 5   | ブルース・マクラーレン         | マクラーレン-フォード | 1:20.3 | +1.0 | 10       |
| 11      | 8   | マリオ・アンドレッティ         | マーチ-フォード       | 1:20.5 | +1.2 | 11       |
| 12      | 19  | ジャッキー・オリバー           | BRM                   | 1:20.9 | +1.6 | 12       |
| 13      | 25  | デイヴ・チャールトン           | ロータス-フォード     | 1:20.9 | +1.6 | 13       |
| 14      | 10  | ジョン・マイルズ               | ロータス-フォード     | 1:21.0 | +1.7 | 14       |
| 15      | 14  | ロルフ・シュトメレン           | ブラバム-フォード     | 1:21.2 | +1.9 | 15       |
| 16      | 20  | ペドロ・ロドリゲス             | BRM                   | 1:21.3 | +2.0 | 16       |
| 17      | 2   | ジョニー・セルボ＝ギャバン     | マーチ-フォード       | 1:21.4 | +2.1 | 17       |
| 18      | 4   | アンリ・ペスカロロ             | マトラ                | 1:21.5 | +2.2 | 18       |
| 19      | 11  | グラハム・ヒル                 | ロータス-フォード     | 1:21.6 | +2.3 | 19       |
| 20      | 22  | ピアス・カレッジ               | デ・トマソ-フォード   | 1:22.0 | +2.7 | 20       |
| 21      | 11  | ブライアン・レッドマン         | ロータス-フォード     | 1:22.5 | +3.2 | DNS 1    |
| 22      | 24  | ピーター・デ・クラーク         | ブラバム-フォード     | 1:22.7 | +3.4 | 21       |
| 23      | 23  | ジョン・ラブ                   | ロータス-フォード     | 1:23.1 | +3.8 | 22       |
| 24      | 21  | ジョージ・イートン             | BRM                   | 1:24.6 | +5.3 | 23       |
| ソース: |     |                                |                       |        |      |          |

追記
- ^1 - レッドマンはヒルの代走要員として参加したため決勝に出走せず[1]

## 決勝

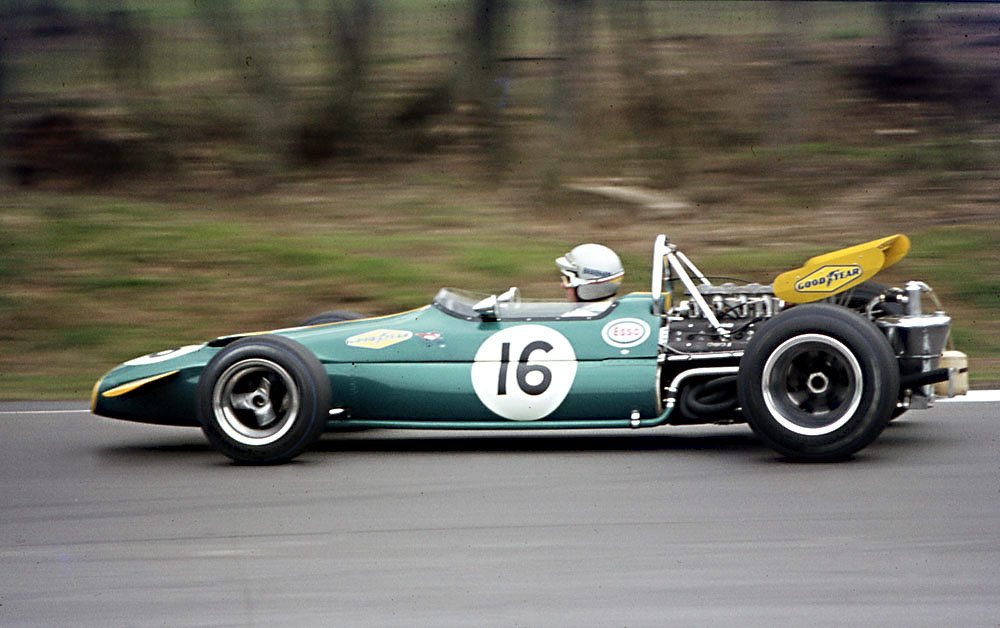
ブラバム・BT33を駆るジャック・ブラバムが優勝した（画像は同年のレース・オブ・チャンピオンズにて）。

スタートでジャッキー・スチュワートがリードする一方、最初のコーナーでヨッヘン・リントとクリス・エイモンがもつれてスピンし、ジャック・ブラバムと接触した。ブラバムはジャッキー・イクス、ジャン＝ピエール・ベルトワーズ、ジャッキー・オリバー、ブルース・マクラーレンに抜かれ、エイモンとリントは大きく順位を落とした。ブラバムはすぐに回復し、6周目が終わるまでにイクスからマクラーレンの4台すべてを抜き返した。ブラバムは首位のスチュワートを追いかけ、20周目にスチュワートを抜いて首位に立った。38周目、3位に浮上していたデニス・ハルムもスチュワートを抜いた。レース終了まで上位3台の順位は変わらず、約1ヶ月後に44歳の誕生日を迎えるブラバムが開幕戦を制した。ベルトワーズは、マクラーレンとサーティースがエンジントラブルでリタイアした後4位となった。イクスもオイルパイプが破損し、潤滑油が漏れてエンジントラブルを起こして61周目にリタイアした。オリバーはギアボックスのトラブルでリタイアした。

### レース結果
| 順位    | No. | ドライバー                     | コンストラクター      | 周回数 | タイム/リタイア原因 | グリッド | ポイント |
| ------- | --- | ------------------------------ | --------------------- | ------ | ------------------- | -------- | -------- |
| 1       | 12  | ジャック・ブラバム             | ブラバム-フォード     | 80     | 1:49:34.6           | 3        | 9        |
| 2       | 6   | デニス・ハルム                 | マクラーレン-フォード | 80     | +8.1                | 6        | 6        |
| 3       | 1   | ジャッキー・スチュワート       | マーチ-フォード       | 80     | +17.1               | 1        | 4        |
| 4       | 3   | ジャン＝ピエール・ベルトワーズ | マトラ                | 80     | +1:13.1             | 8        | 3        |
| 5       | 10  | ジョン・マイルズ               | ロータス-フォード     | 79     | +1 Lap              | 14       | 2        |
| 6       | 11  | グラハム・ヒル                 | ロータス-フォード     | 79     | +1 Lap              | 19       | 1        |
| 7       | 4   | アンリ・ペスカロロ             | マトラ                | 78     | +2 Laps             | 18       |          |
| 8       | 23  | ジョン・ラブ                   | ロータス-フォード     | 78     | +2 Laps             | 22       |          |
| 9       | 20  | ペドロ・ロドリゲス             | BRM                   | 76     | +4 Laps             | 16       |          |
| 10      | 16  | ジョー・シフェール             | マーチ-フォード       | 75     | +5 Laps             | 9        |          |
| 11      | 24  | ピーター・デ・クラーク         | ブラバム-フォード     | 75     | +5 Laps             | 21       |          |
| 12      | 25  | デイヴ・チャールトン           | ロータス-フォード     | 73     | タイヤ              | 13       |          |
| 13      | 9   | ヨッヘン・リント               | ロータス-フォード     | 72     | エンジン            | 4        |          |
| Ret     | 17  | ジャッキー・イクス             | フェラーリ            | 60     | エンジン            | 5        |          |
| Ret     | 7   | ジョン・サーティース           | マクラーレン-フォード | 60     | エンジン            | 7        |          |
| Ret     | 21  | ジョージ・イートン             | BRM                   | 58     | エンジン            | 23       |          |
| Ret     | 2   | ジョニー・セルボ＝ギャバン     | マーチ-フォード       | 57     | エンジン            | 17       |          |
| Ret     | 5   | ブルース・マクラーレン         | マクラーレン-フォード | 39     | エンジン            | 10       |          |
| Ret     | 22  | ピアス・カレッジ               | デ・トマソ-フォード   | 39     | アクシデント        | 20       |          |
| Ret     | 8   | マリオ・アンドレッティ         | マーチ-フォード       | 26     | オーバーヒート      | 11       |          |
| Ret     | 14  | ロルフ・シュトメレン           | ブラバム-フォード     | 23     | エンジン            | 15       |          |
| Ret     | 19  | ジャッキー・オリバー           | BRM                   | 22     | ギアボックス        | 12       |          |
| Ret     | 15  | クリス・エイモン               | マーチ-フォード       | 14     | オーバーヒート      | 2        |          |
| DNS     | 11  | ブライアン・レッドマン         | ロータス-フォード     |        | ヒルの代走要員      |          |          |
| ソース: |     |                                |                       |        |                     |          |          |

優勝者ジャック・ブラバムの平均速度
179.775 km/h (111.707 mph)
ファステストラップ
- ジョン・サーティース - 1:20.8（6周目）
- ジャック・ブラバム - 1:20.8（71周目）

ラップリーダー
太字は最多ラップリーダー
- ジャッキー・スチュワート - 19周 (Lap 1-19)
- ジャック・ブラバム - 61周 (Lap 20-80)

## 第1戦終了時点のランキング
| 順位    | ドライバー                     | ポイント |
| ------- | ------------------------------ | -------- |
| 1       | ジャック・ブラバム             | 9        |
| 2       | デニス・ハルム                 | 6        |
| 3       | ジャッキー・スチュワート       | 4        |
| 4       | ジャン＝ピエール・ベルトワーズ | 3        |
| 5       | ジョン・マイルズ               | 2        |
| ソース: |                                |          |

| 順位    | コンストラクター      | ポイント |
| ------- | --------------------- | -------- |
| 1       | ブラバム-フォード     | 9        |
| 2       | マクラーレン-フォード | 6        |
| 3       | マーチ-フォード       | 4        |
| 4       | マトラ                | 3        |
| 5       | ロータス-フォード     | 2        |
| ソース: |                       |          |

- 注:  トップ5のみ表示。前半7戦のうちベスト6戦及び後半6戦のうちベスト5戦がカウントされる。